# متون بهائی
آثار بهائی به تمام متونی گفته می‌شود که توسط بهاءالله، عبدالبهاء و شوقی افندی نوشته شده‌است. بهائیان نامه‌هایی را که توسط بهاءالله و عبدالبهاء خطاب به دیگر افراد نوشته می‌شود را لوح (جمع: الواح) می‌نامند. نوشته‌های شوقی افندی هم عمدتاً با نام دستخط یا توقیع در بین بهائیان شناخته می‌شود. آثار بهاءالله به زبان‌های فارسی و عربی است. آثار عبدالبهاء، علاوه بر فارسی و عرب شامل متونی به زبان ترکی نیز می‌شود. آثار شوقی افندی علاوه بر فارسی و عربی، به انگلیسی نیز می‌باشند. عبدالبهاء و شوقی افندی نقش مُبَیّن را دارند به این معنی که آنها در نوشته‌هایشان تفسیر معتبر و رسمی آثار مقدس بهائی را ارائه دادند. حق تبیین عبدالبهاء، از سوی بهاءالله در کتاب اقدس به او داده شده‌است و حق تبیین شوقی افندی نیز در کتاب الواح وصایا از سوی عبدالبهاء به او داده شده‌است. از طرف دیگر بیت العدل اعظم مرجع قانون‌گذاری، روشن‌سازی و قضاوت در امور محل ابهام و اختلافی است که به صراحت در آثار بهائی نیامده است.

## بهاءالله
بهائیان معتقدند تمامی آثار بهاءالله وحی منزل از سوی خدا بر وی بوده‌است:
- کتاب اقدس
- کتاب ایقان[۵]
- منتخباتی از آثار بهاءالله
- کلمات مکنونه فارسی[۵]
- کلمات مکنونه عربی
- هفت وادی
- چهار وادی
- کتاب بدیع
- سوره هیکل
- الواح خطاب به ملوک و روسای ارض
- دریای دانش
- رساله تسبیح و تهلیل
- نداء رب الجنود
- رساله سؤال و جواب
- اشراقات
- طرازات
- تجلیات
- فردوسیه
- اقتدارات
- مجموعه الواج مبارکه (چاپ مصر)
- مجموعه الواح مبارکه (عندلیب)
- لوح خطاب به شیخ محمد تقی نجفی اصفهانی
- ادعیه محبوب
- سورة الملوک
- لوح مقصود
- کتاب مثنوی مبارک
- کتاب عهدی
- جواهر الاسرار
- مجموعه الواح بعد از کتاب اقدس

## عبدالبهاء
عبدالبهاء به عنوان مبین آیات یا مبین کلمةالله شناخته می‌شود. یکی از وظایف او تبیین آثار بهاءالله و همین‌طور کتب مقدسه قبل بوده‌است. این وظیفه از طرف بهاءالله در کتاب اقدس به او داده شد. آثاری که از عبدالبهاء به جا مانده‌است موضوعات وسیعی را در بر می‌گیرد: فلسفی، عرفانی، الهیاتی، مناجات، شعر، سیاسی، تاریخی. از عبدالبهاء ده‌ها جلد کتاب و هزاران نامه به جا مانده‌است. تخمین زده می‌شود مجموع آثار عبدالبهاء در حدود ۲۷۰۰۰ اثر باشد. اولین اثری که از عبدالبهاء شناخته شده‌است، تفسیر حدیث کنت کنزا مخفیا است که در ۱۴ سالگی نوشته‌است. در دوران حیات بهاءالله، عبدالبهاء کتاب رساله مدنیه را نوشت. کتابی دیگری در زمان بهاءالله تحت نام رساله شخصی سیاح در سال ۱۸۸۶ توسط عبدالبهاء نوشته شده‌است. اما عمده آثار عبدالبهاء بعد از فوت بهاءالله نوشته شده‌است؛ زمانی که عبدالبهاء رهبری جامعه بهائی را بر عهده داشته‌است.
- مقاله شخص سیاح
- رساله مدنیه
- رساله سیاسیه
- مفاوضات
- تذکرة الوفا
- جواب نامه جمعیت لاهه
- دراری الملکوت
- لوح دکتر فورل
- مجموعه الواح به زبان ترکی
- الواح وصایای مبارکه
- مجموعه الواح مبارکه خطاب به بهائیان پارسی
- خطابات عبدالبهاء
- مکاتیب عبدالبهاء (۹ جلد)
- منتخباتی از مکاتیب عبدالبهاء (۶ جلد)
- مجموعه مناجات‌های عبدالبهاء
- مناجات‌های عبدالبهاء (۳ حلد)
- مناجات‌های عبدالبهاء (چاپ هند)
- من مکاتیب عبدالبهاء

## شوقی افندی
- کتاب نظم بدیع (مشتمل بر ۷ رساله مهمه به انگلیسی)
- کتاب نظم اداری دین بهائی (مشتمل بر دستورهای تشکیلات بهائی به انگلیسی)
- کتاب ظهور عدل الهی به انگلیسی و ترجمه به فارسی
- لوح قرن (مشتمل بر تاریخ مختصر یک قرن) (به فارسی)
- کتاب قرن بدیع (گاد پاسز بای به انگلیسی)
- هذا القرن الابدع البدیع (به عربی)
- روز موعود فرا رسید (به انگلیسی و ترجمه به فارسی)
- نظامات بهائی (به انگلیسی و ترجمه به فارسی و عربی)
- امر بهائی
- ترجمه کتاب تاریخ نبیل زرندی به زبان انگلیسی
- آثار بسیاری از شوقی افندی به زبان انگلیسی صادر و موجود است که خلاصه آن‌ها ذکر گردید.[۷]

## بیت العدل اعظم
- وعده صلح جهانی (۱۹۸۵)
- بیانیه رفاه عالم انسانی (۱۹۹۵)
- قرن انوار (۲۰۰۱)
- مؤسسه مشاورین (۲۰۰۱)
- بیانیه خطاب به رهبران ادیان جهان (۲۰۰۲)
- دین الهی یکیست (۲۰۰۵)